# Будівля Standard Chartered Bank
Будівля Standard Chartered Bank (англ. Standard Chartered Bank Building, кит.: 渣打銀行大廈) — 42-поверховий гонконгський хмарочос, розташований в Центральному районі (з одного боку до будівлі примикає вежа банку HSBC, з іншого — 9 Квінс-роуд-сентрал). Побудований у 1990 році в стилі модернізму на місці старої 60-метрової 18-поверхової будівлі Standard Chartered Bank (побудована в 1959 році і знесена в 1987 році). Є підземний поверх і паркінг. Девелопером будівлі є Hang Lung Group, а основними орендарями — Standard Chartered Bank (Hong Kong) і Hang Lung Properties, штаб-квартири яких розташовані в хмарочосі.